# Llista de platges i cales del Baix Maestrat
Llista de platges i cales a la comarca del Baix Maestrat, al País Valencià.
| Nom                      | Tipus  | Municipi         | Coord.                                               | Foto |
| ------------------------ | ------ | ---------------- | ---------------------------------------------------- | ---- |
| el Riu de la Sénia       | platja | Vinaròs          | 40° 31′ 19″ N, 0° 30′ 51″ E / 40.522082°N,0.514031°E |      |
| la Sunyera               | cala   | Vinaròs          | 40° 31′ 04″ N, 0° 30′ 45″ E / 40.517708°N,0.512546°E |      |
| el Sòl de Riu            | cala   | Vinaròs          | 40° 30′ 55″ N, 0° 30′ 42″ E / 40.515324°N,0.511595°E |      |
| les Deveses              | platja | Vinaròs          | 40° 30′ 46″ N, 0° 30′ 32″ E / 40.512914°N,0.508903°E |      |
| les Timbes               | cala   | Vinaròs          | 40° 30′ 42″ N, 0° 30′ 29″ E / 40.511531°N,0.508117°E |      |
| les Llanetes             | cala   | Vinaròs          | 40° 30′ 38″ N, 0° 30′ 26″ E / 40.510558°N,0.507230°E |      |
| la Roca Plana            | cala   | Vinaròs          | 40° 30′ 30″ N, 0° 30′ 20″ E / 40.508279°N,0.505623°E |      |
| la Foradada              | cala   | Vinaròs          | 40° 30′ 19″ N, 0° 30′ 19″ E / 40.505359°N,0.505376°E |      |
| les Cales                | platja | Vinaròs          | 40° 30′ 16″ N, 0° 30′ 15″ E / 40.504433°N,0.504224°E |      |
| el Pastor                | cala   | Vinaròs          | 40° 30′ 07″ N, 0° 30′ 08″ E / 40.502026°N,0.502291°E |      |
| el Triador               | platja | Vinaròs          | 40° 29′ 54″ N, 0° 29′ 57″ E / 40.498401°N,0.499187°E |      |
| els Ameradors            | platja | Vinaròs          | 40° 29′ 46″ N, 0° 29′ 52″ E / 40.496061°N,0.497814°E |      |
| el Pinar                 | cala   | Vinaròs          | 40° 29′ 41″ N, 0° 29′ 48″ E / 40.494595°N,0.496689°E |      |
| la Barbiguera            | platja | Vinaròs          | 40° 29′ 30″ N, 0° 29′ 41″ E / 40.491566°N,0.494674°E |      |
| el Saldonar              | platja | Vinaròs          | 40° 29′ 06″ N, 0° 29′ 18″ E / 40.485011°N,0.488367°E |      |
| els Cossis               | cala   | Vinaròs          | 40° 28′ 48″ N, 0° 29′ 07″ E / 40.479882°N,0.485251°E |      |
| la Boca del Riu          | platja | Vinaròs          | 40° 28′ 34″ N, 0° 29′ 04″ E / 40.476068°N,0.484335°E |      |
| Fora del Forat           | platja | Vinaròs          | 40° 28′ 21″ N, 0° 28′ 51″ E / 40.472626°N,0.480865°E |      |
| el Fortí                 | platja | Vinaròs          | 40° 28′ 07″ N, 0° 28′ 40″ E / 40.468513°N,0.477724°E |      |
| el Clot                  | platja | Vinaròs          | 40° 27′ 48″ N, 0° 28′ 13″ E / 40.463377°N,0.470309°E |      |
| el Fondo de Bola         | cala   | Vinaròs          | 40° 27′ 35″ N, 0° 27′ 57″ E / 40.459836°N,0.465939°E |      |
| les Roques               | cala   | Vinaròs          | 40° 27′ 31″ N, 0° 27′ 53″ E / 40.458647°N,0.464850°E |      |
| les Salines              | platja | Vinaròs          | 40° 27′ 15″ N, 0° 27′ 41″ E / 40.454119°N,0.461371°E |      |
| el Puntal                | cala   | Vinaròs          | 40° 26′ 47″ N, 0° 27′ 23″ E / 40.446517°N,0.456469°E |      |
| Aiguadoliva              | platja | Benicarló        | 40° 26′ 24″ N, 0° 26′ 58″ E / 40.440059°N,0.449309°E |      |
| el Surrac                | platja | Benicarló        | 40° 26′ 03″ N, 0° 26′ 41″ E / 40.434246°N,0.444651°E |      |
| la Mar Xica              | platja | Benicarló        | 40° 25′ 18″ N, 0° 26′ 16″ E / 40.421670°N,0.437787°E |      |
| el Morrongo              | platja | Benicarló        | 40° 24′ 44″ N, 0° 25′ 52″ E / 40.412099°N,0.431198°E |      |
| el Gurugú                | platja | Benicarló        | 40° 24′ 24″ N, 0° 25′ 27″ E / 40.40673°N,0.42413°E   |      |
| la Caracola              | platja | Benicarló        | 40° 24′ 01″ N, 0° 25′ 03″ E / 40.400147°N,0.417557°E |      |
| Nord                     | platja | Peníscola        | 40° 22′ 47″ N, 0° 24′ 31″ E / 40.379845°N,0.408561°E |      |
| Sud                      | platja | Peníscola        | 40° 21′ 30″ N, 0° 24′ 07″ E / 40.358243°N,0.401984°E |      |
| el Moro                  | cala   | Peníscola        | 40° 20′ 51″ N, 0° 23′ 21″ E / 40.347433°N,0.389149°E |      |
| el Port Blau             | cala   | Peníscola        | 40° 20′ 40″ N, 0° 23′ 16″ E / 40.344504°N,0.387816°E |      |
| Ordí                     | cala   | Peníscola        | 40° 20′ 28″ N, 0° 23′ 10″ E / 40.341087°N,0.386201°E |      |
| Portonegro               | platja | Peníscola        | 40° 20′ 11″ N, 0° 22′ 50″ E / 40.336501°N,0.380430°E |      |
| el Volante               | cala   | Peníscola        | 40° 19′ 52″ N, 0° 22′ 26″ E / 40.331051°N,0.373977°E |      |
| el Russo                 | platja | Peníscola        | 40° 18′ 33″ N, 0° 21′ 07″ E / 40.309120°N,0.352079°E |      |
| el Pebret                | platja | Peníscola        | 40° 18′ 28″ N, 0° 21′ 06″ E / 40.307839°N,0.351676°E |      |
| la Basseta               | cala   | Peníscola        | 40° 17′ 28″ N, 0° 20′ 05″ E / 40.291231°N,0.334802°E |      |
| la Torre Nova o Argilaga | cala   | Peníscola        | 40° 16′ 43″ N, 0° 19′ 37″ E / 40.278580°N,0.326895°E |      |
| Mundina                  | cala   | Alcalà de Xivert | 40° 15′ 38″ N, 0° 18′ 13″ E / 40.260430°N,0.303685°E |      |
| Blanca                   | cala   | Alcalà de Xivert | 40° 15′ 31″ N, 0° 17′ 47″ E / 40.258507°N,0.296276°E |      |
| les Fonts                | platja | Alcalà de Xivert | 40° 15′ 12″ N, 0° 17′ 15″ E / 40.253274°N,0.287374°E |      |
| el Carregador            | platja | Alcalà de Xivert | 40° 14′ 33″ N, 0° 16′ 36″ E / 40.242379°N,0.276750°E |      |
| la Romana                | platja | Alcalà de Xivert | 40° 14′ 04″ N, 0° 16′ 23″ E / 40.234451°N,0.273068°E |      |
| el Moro                  | platja | Alcalà de Xivert | 40° 13′ 48″ N, 0° 16′ 20″ E / 40.230126°N,0.272155°E |      |
| Les tres platges         | platja | Alcalà de Xivert | 40° 13′ 36″ N, 0° 16′ 17″ E / 40.226740°N,0.271394°E |      |
| Manyetes                 | platja | Alcalà de Xivert | 40° 13′ 12″ N, 0° 16′ 07″ E / 40.220020°N,0.268553°E |      |
| Serradal                 | platja | Alcalà de Xivert | 40° 12′ 47″ N, 0° 15′ 56″ E / 40.213067°N,0.265652°E |      |
| Capicorb                 | platja | Alcalà de Xivert | 40° 12′ 27″ N, 0° 15′ 37″ E / 40.207363°N,0.260139°E |      |